# Прабда Юн
Прабда Юн (тайск. ปราบดา หยุ่น; 2 августа 1973 года, Бангкок, Таиланд) — тайский писатель

, художник, графический дизайнер, редактор журналов, режиссёр, сценарист, переводчик и медийная личность. Популярность и признание в литературном сообществе Таиланда Прабде Юну принесли два сборника рассказов. Первый сборник состоит из пяти рассказов, посвященных Нью-Йорку. Второй сборник рассказов, опубликованный в 2000 году, называется «Вероятность». В 2002 году за сборник рассказов «Вероятность» Прабда Юн получил литературную премию Юго-Восточной Азии, которая является самым престижным литературным конкурсом в Таиланде. Благодаря своему таланту и профессионализму Прабда Юн стал одним из самых известных и влиятельных тайских писателей XXI века.

## Детство, юношество, образование
Прабда родился в Бангкоке в семье известного редактора Сутичая Саеюна, который является одним из основателей газеты «Нация». Мать Прабды — Нантаван Саеюн, редактор и писатель-романист. У Прабды есть родная сестра, которая живет с мужем и детьми в США. Прабда провел детство в Бангкоке. В старших классах школы учился в Кэмбриджской школе в штате Массачусетс, США. Два года учился в школе дизайна Парсонс в Нью-Йорке. Затем поступил в Cooper Union, где в течение 4 лет изучал графический дизайн под руководством Дэна Фридмана и Мильтона Глейзера и киноиндустрию под руководством Роберта Брера. В 1997 году Прабда Юн завершил обучение в Cooper Union. В 1998 году Прабда вернулся в Таиланд для прохождения военной службы.

## Карьера
За 10 лет творческой деятельности Прабда опубликовал более 20 литературных произведений, создал более 100 обложек для книг по заказу различных издательств и авторов. Кроме того, Прабда Юн занимался переводческой деятельностью. В частности, он перевел такие произведения художественной литературы, как: романы В. В. Набокова «Лолита» и «Пнин», все работы Д. Д. Сэлинджера, «Заводной апельсин» Э. Бёрджесса, «Р. У. Р» Карела Чапека.
Прабда Юн также является автором сценариев двух фильмов знаменитого тайского режиссера Пенэка Раттанарыанга. Первый фильм, «Последняя жизнь во Вселенной», вышел на экраны в 2003 году. Второй фильм, «Невидимые волны», появился в прокате в 2006 году.
Литературное творчество Прабда Юна особенно высоко оценивается японскими литературными критиками. Многие работы писателя переведены на японский язык. Кроме того, в Японии и в Таиланде Прабда Юн устраивает выставки, где можно увидеть другие его творческие работы (картины, рисунки, инсталляции). Прабда Юн является автором песен, а также продюсером двух музыкальных групп («Буахима» и «Тайфун»). В 2004 году Прабда основал небольшое издательство.
В 2012 году Прабда Юн открыл небольшой книжный магазин в Центре искусства и культуры в Бангкоке. В 2015 году Прабда написал сценарий к своему первому художественному фильму («Motel Mist»), премьера которого состоялась на Роттердамском международном фестиваля в 2016 году.